# Metropolia kalocko-kecskemécka
Metropolia kalocko-kecskemécka – jedna z czterech metropolii Kościoła rzymskokatolickiego na Węgrzech. Składa się z metropolitalnej archidiecezji kalocko-kecskeméckiej i 2 diecezji: peckiej i segedyńsko-csanádzkiej. 
W skład metropolii wchodzą obecnie:
- archidiecezja kalocko-kecskemécka
  - diecezja pecka
  - diecezja segedyńsko-csanádzka